# 拉沙佩勒泰克勒
拉沙佩勒泰克勒（法語：La Chapelle-Thècle，法語發音：[la ʃapɛl tɛkl]）是法国索恩-卢瓦尔省的一个市镇，属于卢昂区。

## 地理
拉沙佩勒泰克勒（46°33'22"N, 5°6'49"E）面积16.48 平方千米，位于法国勃艮第-弗朗什-孔泰大區索恩-卢瓦尔省，该省份为法国中部省份，北起顺时针与科多尔省、汝拉省、安省、罗讷省、卢瓦尔省、阿列省和涅夫勒省接壤。
与拉沙佩勒泰克勒接壤的市镇（或旧市镇、城区）包括：拉热内特、茹旺松、布雷斯地区蒙蓬、罗姆奈。

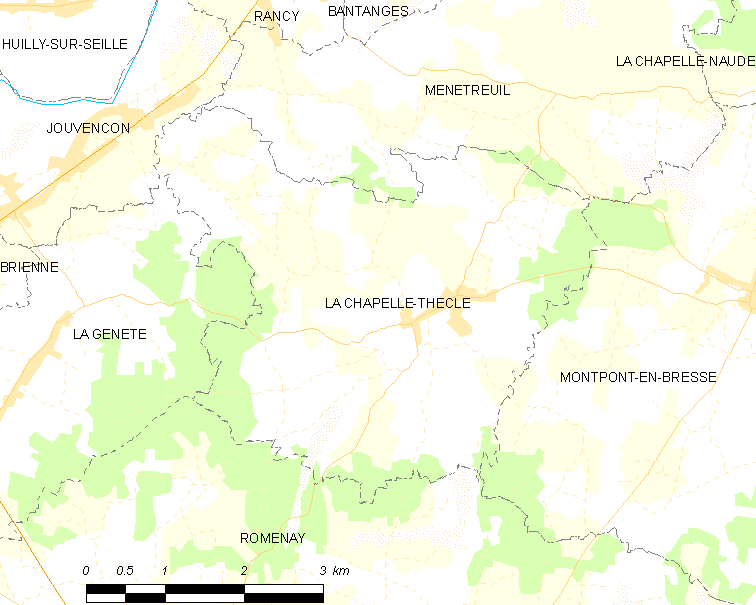
拉沙佩勒泰克勒的OSM定位图

拉沙佩勒泰克勒的时区为UTC+01:00、UTC+02:00（夏令时）。

## 行政
拉沙佩勒泰克勒的邮政编码为71470，INSEE市镇编码为71097。

## 政治
拉沙佩勒泰克勒所属的省级选区为屈索县。

## 人口

1962-2008年间拉沙佩勒泰克勒人口变化图示

拉沙佩勒泰克勒于2022年1月1日时的人口数量为497人。